# Grupa Poetycka Kontrasty
Grupa Poetycka Kontrasty (Kontrasty) – pierwsza grupa literacka w Gdańsku po 1945 roku, działająca od czerwca 1956 formalnie do grudnia 1956, a faktycznie do lipca 1957 roku, związana z czasopismem trójmiejskich studentów Kontrasty. W jej skład wchodzili: Kiejstut Bereźnicki, Mieczysław Czychowski i Edward Stachura.

## Założenie

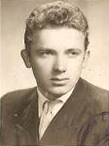
Edward Stachura ok. 1956-57 roku

Grupa Poetycka Kontrasty powstała w Gdańsku, wraz z czasopismem studenckim o tytule Kontrasty, w czerwcu 1956 roku. Założyli ją i prowadzili dwaj studenci tamtejszej Państwowej Wyższej Szkoły Sztuk Plastycznych: Mieczysław Czychowski, który zadebiutował wierszem w 1951 roku i Kiejstut Bereźnicki oraz planujący rozpoczęcie wówczas studiów na tej uczelni Edward Stachura.

## Działalność
W październiku 1956 roku grupa opublikowała swój manifest programowy na łamach Kontrastów, który był polemiką ze szczecińską grupą poetycką Metafora, poezją minionego okresu socrealizmu oraz przede wszystkim określał związki poezji z malarstwem, oświadczając w nim:

Jesteśmy wdzięcznymi czeladnikami Norwida i Rembrandta, Jastruna i braci Gierymskich, Picassa i Matissa, Czechowicza i Leśmiana. Dążymy w liryce nie do zwulgaryzowania treści, ale do precyzyjnej formy, zamykając w niej i poprzez nią kształt wzruszenia. Pojęcie przedmiotu lub rzeczy określone znaczeniem słowa wyrażamy przez układ przedmiotów, ich koloryt, ruch i oświetlenie. Dla nas nie jest ważna autentyczność w sensie partytury rejestrującej wycinek świata z całą przypadkowością elementów; przekręcamy klucz w bramie świata fantazji, aby ukazać świat realny - w głębokim cieniu i oślepiającym świetle".

Grupa nie odbywała wspólnych spotkań autorskich. Formalnie przestała istnieć wraz z zamknięciem czasopisma Kontrasty, którego ostatni numer ukazał się z datą 25 grudnia 1956. Faktycznie kontynuowała działalność, parokrotnie dając znać o sobie na łamach gdańskiego czasopisma Uwaga. Jej członkowie publikowali w nim również indywidualnie, aż do jego likwidacji w 1958 roku.
W Kontrastach nr 5/1956 zadebiutował Edward Stachura wierszami "Brudny pijak", "Tępymi nożami" i "Przestroga", a kolejne wiersze opublikował w następnym roku w Uwadze, również w ramach wspólnej kolumny poetyckiej grupy. Wcześniej już wyjechał z Trójmiasta, a na jesieni 1957 roku rozpoczął studia na KUL. Czychowski i Bereźnicki kontynuowali indywidualną twórczość artystyczną na Wybrzeżu Gdańskim. Ten pierwszy w 1959 roku został współzałożycielem Gdańskiej Grupy Młodych, łączącej literatów i plastyków.